# Route 330 (Terre-Neuve-et-Labrador)
Pour les articles homonymes, voir Route 330.
La route 330 est une route provinciale secondaire de la province canadienne de Terre-Neuve-et-Labrador située dans le nord-est de l'île de Terre-Neuve. D'orientation est-ouest, elle relie Gander à New-Wes-Valley sur une distance de 147 kilomètres. Route faiblement empruntée, son revêtement est asphalté sur l'entièreté de son tracé.

## Tracé
La route 330 débute au sud-est de Gander, au croisement de la route Transcanadienne, la route 1. Elle contourne la ville par l'est en passant près de l'aéroport de Gander, en tant que boulevard Cooper, puis elle quitte la ville par le nord, en traversant une région beaucoup plus isolée sur 40 kilomètres. Elle atteint la baie de Gander, où elle emprunte une trajectoire nord-est pour rejoindre Carmanville, vingt kilomètres au nord-est, puis s'oriente ensuite vers l'est. Elle traverse Musgrave Harbour une trentaine de kilomètres plus à l'est, puis suit la côte de l'océan Atlantique sur environ 40 kilomètres. À Lumsden, elle emprunte une trajectoire sud pour se terminer 18 kilomètres plus au sud, à New-Wes-Valley (Wesleyville), alors qu'elle devient la route 320.

## Communautés traversées
- Gander
- Gander Bay South
- Gander Bay
- Main Point
- Carmanville
- Ragged Harbour
- Musgrave Harbour
- Doting Cove
- Deadman's Bay
- Lumsden
- Templeman
- Pound Cove
- New-Wes-Valley

## Parcs provinciaux
La route 330 passe à proximité de plusieurs parcs provinciaux de Terre-Neuve-et-Labrador, en voici la liste :
- Parc provincial Jonathan's Pond
- Parc provincial Deadman's Bay
- Parc provincial Windmill Bight